# MatPat
Matthew Robert Patrick (sinh ngày 15 tháng 11 năm 1986, tại Medina, Ohio, Hoa Kỳ), hay được biết đến rộng rãi là MatPat, là một nhân vật Internet người Mỹ, nhà văn, diễn viên, nhà sản xuất và người bình luận. Anh được biết đến nhờ khả năng suy luận, nói về tính logic khoa học và đặt giả thuyết về những video game, bộ phim khác nhau trong nhiều sê-ri trên các kênh YouTube của mình.

## Thời niên thiếu
Matthew Robert Patrick sinh ra ở quận Medina, bang Ohio. Lớn lên, Matt bộc lộ sở thích nghệ thuật, dễ nhận thấy nhất là nhạc kịch. Cậu coi trọng giáo dục khi còn ở lứa tuổi học trò và dành hầu hết thời gian rảnh để học bài hoặc đi học thêm. Thái độ học tập tích cực đã dẫn cậu đến việc bỏ cả ăn trưa để học và dành thời gian học ở các khu học xá đại học trong kỳ nghỉ hè. Matt tốt nghiệp trường trung học phổ thông Medina với số điểm tuyệt đối trong bài kiểm tra SAT và nhờ đó được một xuất học bổng vào Đại học Duke.

## Sự nghiệp

### The Game Theorists
Matthew ban đầu thành lập kênh của anh vào năm 2009 với cái tên "MatthewPatrick13" và đăng tải một video ngắn 1 phút về vở kịch anh đóng tại nhà kịch "Blood Brothers". Những video tiếp theo (2009 - 2010) là nhiều vở kịch khác, có một video "It Takes Two" của Hairspray do anh hát lại.
Vào năm 2011, đoạn giới thiệu của chương trình Game Theory được xuất bản, với tựa đề "Game Theory Promo" - một video mà anh nói về quan hệ giữa trong game và ngoài đời thực, về toán học, giáo dục. Bốn ngày sau, tập đầu tiên của chương trình ra đời, nói về độ chính xác về nguyên lý du hành thời gian của game Chrono Trigger. Kênh anh cũng dần đổi tên thành The Game Theorists. Sau đó, anh bắt đầu làm những video giả thuyết về những nhân vật Nintendo, rồi Minecraft, Pokémon với FNAF, Undertale và DDLC cùng nhiều tựa game khác. Các tập liên quan tới FNAF thường được rất nhiều lượt xem, tập được xem nhiều nhất của Game Theory cũng là về dòng game nổi tiếng này, với hơn 23 triệu luợt xem.
Khi chương trình vẫn chưa mấy phổ biến, MatPat đã được phỏng vấn bởi Ronnie "Oni" Edwards, người dẫn chương trình Internet Encounters. Sau cuộc phỏng vấn, MatPat hỏi Ronnie có muốn trở thành biên tập chính của anh ta không, Ronnie sau đó đồng ý, hầu như lúc đó chỉ có mình MatPat tự biên tập và chỉnh sửa cho các video của mình. Tập Game Theory đầu tiên có Ronnie chỉnh sửa là "How Much is Minecraft Diamond Armor Worth?" (Bộ Giáp Kim Cương Của Minecraft Đáng Giá Bao Nhiêu?) đăng vào cuối năm 2012, intro mở đầu video từ đây cũng được cải tiến công phu hơn. Game Theory đã được nhiều người biết tới bằng cách mà MatPat tiếp cận logic, suy nghĩ thấu đáo, giả thuyết luận lạc và phân tích chuyên sâu về video game của anh.
The Game Theorists đã cán mốc 1 triệu lượt đăng ký vào ngày 17 tháng 12 năm 2013. 5 năm sau đó, kênh đã đạt 11 triệu lượt đăng kí vào ngày 20 tháng 8 năm 2018. Tổng số lượt xem của kênh hiện giờ là hơn 2 tỷ.

### The Film Theorists
Vào ngày 12 tháng 5 năm 2014, anh tạo thêm một kênh thứ hai với tên The Film Theorists, video được đăng tải đầu tiên là một đoạn giới thiệu chương trình trên kênh được gọi là Film Theory, cũng giống với Game Theory nhưng thay vì nói về trò chơi thì anh nói về những bộ phim. Tập đầu của Film Theory ra vào ngày 2 tháng 6 năm 2015, tập mà anh phân tích, suy luận khoa học về sê-ri bộ phim Doctor Who. Sau đó, nhiều tập của chương trình này cũng bắt đầu nói về Star Wars, các phim của Marvel Studios, Harry Potter và Gravity Falls.
Chương trình đã sớm trở nên nổi tiếng, tính đến nay thì hầu như tất cả các tập đều được ít nhất 1 triệu lượt xem. Tập phổ biến nhất của Film Theory là "How To KILL DEADPOOL!" (Cách để GIẾT DEADPOOL!) với hơn 19 triệu lượt xem.
The Film Theorists đạt 1 triệu lượt đăng ký chỉ sau một tháng. Hiện nay, con số đó đã hơn 7,6 triệu. Tính đến nay, kênh có tổng lượt xem là trên 1 tỷ.

### GTLive
Anh bắt đầu tạo một kênh thứ ba với tên GTLive vào ngày 14 tháng 9 năm 2015, nơi mà anh cùng vợ của mình phát trực tiếp những video về sê-ri Let's Play để chơi những trò chơi họ chọn và bình luận về trò chơi đó, thường bắt đầu phát từ 4 giờ chiều.
Bắt đầu từ ngày 3 tháng 10 năm 2016, những buổi phát trong ngày thứ hai thường bắt đầu từ 3 đến 5 giờ chiều.
Tổng cộng trong năm 2016, GTLive đã phát trực tiếp ba ngày một tuần, một buổi phát thường có khoảng 80,000 đến 110,000 người xem.

## Đời tư
Matthew đã gặp Stephanie Patrick khi anh còn học ở Đại học Duke, cả hai kết hôn vào ngày 19 tháng 5 năm 2012. Họ có một con mèo làm thú cưng, Matthew đã đặt tên cho nó là Skip, với biệt danh chơi chữ CatPat.
Vào ngày 10 tháng 7 năm 2018, Matthew đã thông báo trên tài khoản Twitter của anh rằng Stephanie đã sinh một đứa bé trai, nhưng ngày sinh lại là 9 tháng 7. Ba ngày sau tính từ ngày thông báo, anh đã đăng một bài viết trên Instagram để giới thiệu với nhiều người về cái tên mới của đứa bé, Oliver Julian Patrick, anh đã đặt thêm biệt danh cho đứa bé là "Ollie".
Vào ngày 25 tháng 7 năm 2018, anh đã đăng tải một video trên YouTube để công khai cho những người đăng ký biết về sự mất mát của bạn anh và là một thành viên trong nhóm làm việc , Ronnie "Oni" Edwards, được coi là người chỉnh sửa lâu năm cho tất cả video của anh, nguyên nhân là do căng thẳng công việc, trầm cảm mà dẫn đến tình trạng tự sát.

## Giải thưởng và đề cử
| Năm  | Đề cử          | Tác phẩm | Giải thưởng                 | Kết quả   |
| ---- | -------------- | --- | --------------------------- | --------- |
| 2015 | Streamy Awards | The Game Theorists | Gaming                      | Đề cử     |
| 2015 | Streamy Awards | The Game Theorists, Ronnie Edwards, Forrest Lee Black và Ryder Burgin                                                            | Editing                     | Đề cử     |
| 2016 | Shorty Awards  | The Game Theorists | Tech and Innovation: Gaming | Đề cử     |
| 2016 | Streamy Awards | The Game Theorists | Show of the Year            | Đề cử     |
| 2016 | Streamy Awards | The Game Theorists | Gaming                      | Đoạt giải |
| 2016 | Streamy Awards | MatPat’s Game Lab | Non-Fiction                 | Đề cử     |
| 2016 | Streamy Awards | MatPat’s Game Lab | Virtual Reality and 360     | Đoạt giải |
| 2017 | Shorty Awards  | MatPat | Tech and Innovation: Gaming | Đề cử     |
| 2017 | Streamy Awards | The Game Theorists (Edward Newton, Thomas Torbergsen, Alex Sedgewick, Ronnie Edwards, Daniel Seibert, Lee Black và Ryder Burgin) | Editing                     | Đoạt giải |
| 2017 | Streamy Awards | The Global Gamer | Immersive                   | Đề cử     |
| 2018 | Streamy Awards | Game Theory | Subject: Pop Culture        | Đề cử     |
| 2018 | Streamy Awards | Game Theory (Lee Black, Ronnie Edwards, Alexander Sedgewick, Daniel Seibert, and Thomas Torbergsen)                              | Editing                     | Đề cử     |